# Sedlyschtsche (Kowel)
Sedlyschtsche (ukrainisch Седлище; russisch Седлище/Sedlischtsche, polnisch Siedliszcze) ist ein ukrainisches Dorf in der Oblast Wolyn. Es ist im Rajon Kowel, etwa 6 Kilometer südöstlich der ehemaligen Rajonshauptstadt Stara Wyschiwka und etwa 93 Kilometer nordwestlich der Oblasthauptstadt Luzk.

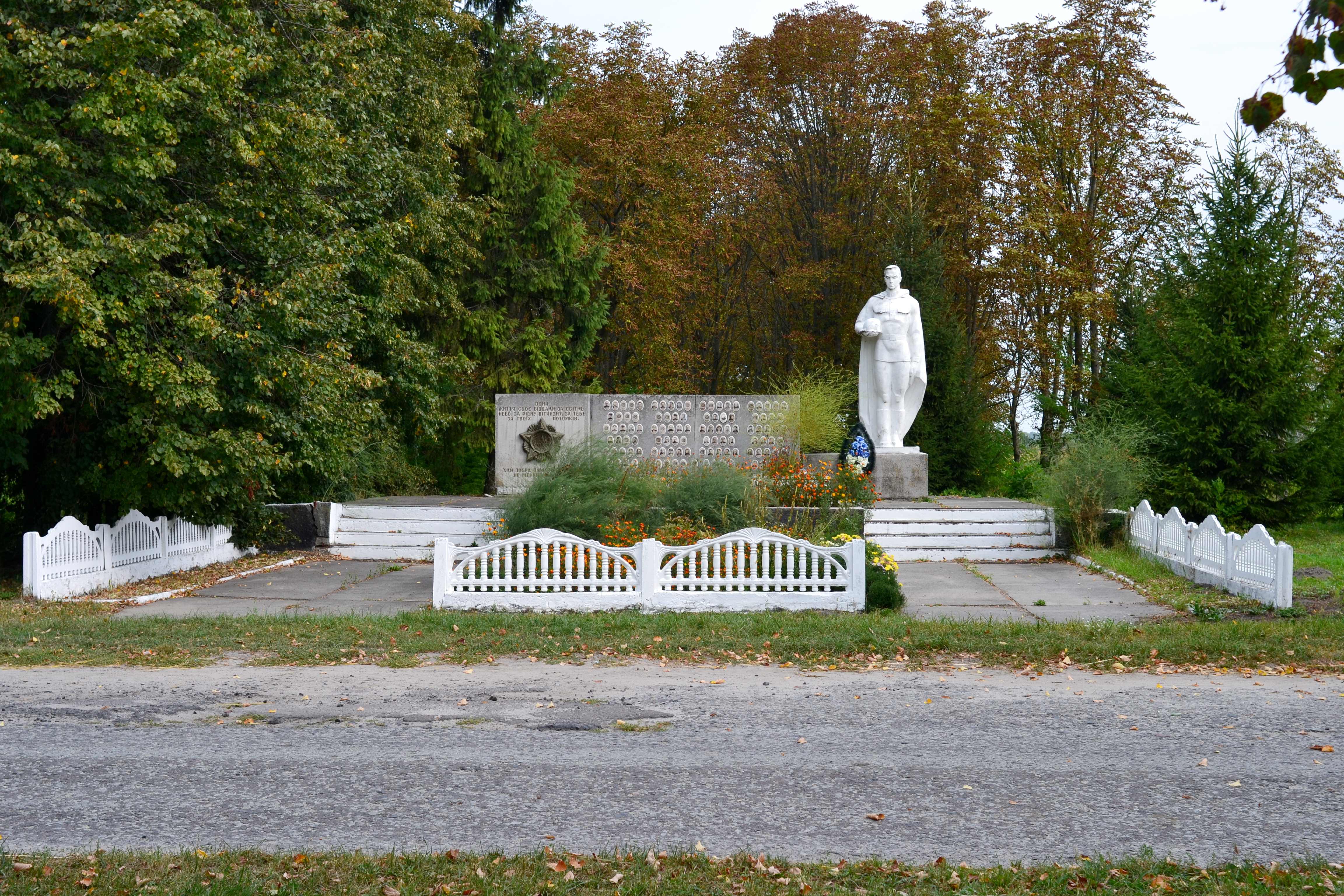
Denkmal im Ort

Am 11. Juli 2018 wurde das Dorf ein Teil der neugegründeten Siedlungsgemeinde Stara Wyschiwka (ukrainisch Старовижівська селищна громада/Starowyschiwska selyschtschna hromada), bis dahin bildete das Dorf zusammen mit den Dörfern Borsowa (Борзова) und Tscheremschanka (Черемшанка) die gleichnamige Landratsgemeinde Sedlyschtsche (Седлищенська сільська рада/Sedlyschtschenska silska rada) im Zentrum des Rajons Stara Wyschiwka.
Am 17. Juli 2020 wurde der Ort Teil des Rajons Kowel.
Das Dorf wurde 1570 zum ersten Mal schriftlich erwähnt und gehörte bis zur dritten polnischen Teilung zur Adelsrepublik Polen (in der Woiwodschaft Wolhynien), kam dann zum Russischen Reich, wo es im Gouvernement Wolhynien lag. 1918/1921 fiel es an Polen und kam zur Woiwodschaft Wolhynien in den Powiat Kowel, Gmina Siedliszcze.  Infolge des Hitler-Stalin-Pakts besetzte die Sowjetunion das Gebiet und machte den Ort 1940 zum Zentrum des Rajons Sedlyschtsche. Nach dem deutschen Überfall auf die Sowjetunion im Juni 1941 war der Ort bis 1944 unter deutscher Herrschaft (im Reichskommissariat Ukraine), kam nach dem Zweiten Weltkrieg wieder zur Sowjetunion, wurde in die Ukrainische SSR eingegliedert und gehört seit 1991 zur heutigen Ukraine.
1946 wurde das Rajonszentrum nach Stara Wyschiwka verlegt, der Ort verblieb seitdem ein einfaches Dorf.